# Калинин, Пётр Михайлович (каратист)
Пётр Михайлович Калинин (бел. Пётр Міхайлавіч Калінін; 23 июня 1956)— советский и белорусский каратист и тренер по каратэ (стиль Сётокан, VIII дан). Мастер спорта СССР, чемпион СССР и Беларуси, многократный победитель международных соревнований, заслуженный тренер Беларуси (1997). Один из ветеранов белорусского каратэ, начав заниматься ещё в конце 1970-х в первой группе в Институте Физкультуры, где он тогда учился. Позже обучался сам и у разных учителей. Последним и главным учителем является сербский доктор Илья Йорга, основатель стиля Фудокан.
Изучал стили Сётокан, Сито-рю, Кёкусинкай (8 кю, IFK), сэкай-но кэмпо (1-й дан), Фудокан (9-й дан). Обучался в Академии боевых искусств Калифорнийского университета. С конца 1970-х годов также работает тренером по каратэ и рукопашному бою.
Полковник милиции, преподавал в Обществе «Динамо».

Участник команды «Сэкай» на фестивале ушу в Риге (1988 г.) и боевых искусств в Киеве (1989 г.).

Петр Калинин бросает нож в живот Сэнсэя Буяк

В настоящее время (2023) — председатель Международной федерации боевых искусств.
В настоящее время проживает в Минске.
Женат, имеет двух дочерей.